# 31943 Tahsinelmas
31943 Tahsinelmas este un asteroid din centura principală de asteroizi.

## Descriere
31943 Tahsinelmas este un asteroid din centura principală de asteroizi. A fost descoperit pe 7 aprilie 2000 la Socorro, New Mexico, în cadrul proiectului LINEAR. Asteroidul prezintă o orbită caracterizată de o semiaxă mare de 2,32 ua, o excentricitate de 0,18 și o înclinație de 5,0° în raport cu ecliptica.